# A quando l'Africa?
A quando l'Africa? Conversazioni con René Holenstein (A quand l'Afrique? Entretien avec René Holenstein), pubblicato nel 2003, è un libro scritto sotto forma di intervista da Joseph Ki-Zerbo, storico di fama internazionale e celebre uomo politico del Burkina Faso.
Tratta temi sociali (povertà e condizione di classe), politici (colonialismo, neocolonialismo e globalizzazione) e culturali (storia africana ed europea).
Frutto di due anni di conversazioni con René Holenstein, laureato in storia ed esperto di sviluppo, il libro prende le mosse dal quesito posto dal titolo dell'opera: quale futuro per un Africa il cui passato affonda le radici non solo nella tratta degli schiavi e nell'epoca del colonialismo, ma anche e soprattutto in un passato più lontano di antichi imperi e di evoluzioni sia sociali che politiche e culturali spesso sminuite o travisate, se non discriminate, dalla storiografia comune.
È un libro di rottura che, a partire da alcune domande e considerazioni afrocentriche, prende la distanza dal pensiero dominante secondo il quale ci sia poco o nulla da considerare e recuperare dalla cultura africana, mettendo in evidenza i rapporti che esistono tra il passato che è storia di un continente e la sua attuale identità nel quadro politico internazionale.
In Italia il libro è pubblicato dalla EMI (Editrice Missionaria Italiana).
Nel 2003 Ha ricevuto il premio Radio France Internationale Temoins du Monde.